# 스팟라이트 (밴드)
스팟라이트는 2006년 결성된 대한민국 락밴드이다 2008년 1월에 싱글 "COME AGAIN"과 2010년 11월 앨범 "STARE IN WONDER" 발표했고, 2008년 렛츠락 페스티벌, 2009 타임투락 페스티벌, 2009 부산국제록페스티벌, 2010 대한민국 라이브뮤직 타임투락 페스티벌, 2010 렛츠락 페스티벌 등에 참여하였다. 2012년에는 싱글 "익숙해" 2015년에는 앨범 "A placid steam" 을 발매하고 현재까지도 활발히 활동중이다.

## 작품 목록
1st SINGLE COME AGAIN

1.COME AGAIN
2.ONE WAY
3.THANK YOU

1st ALBUM STARE IN WONDER

1.STARTING
2.COME AGAIN
3.HERO
4.질주
5.슬픔 그 후
6.RACING
7.EVERYBODY
8.바람
9.ONE WAY
10.비가와
11.FINE
2nd SINGLE 익숙해

1.익숙해
2.바람 -another take
3rd SINGLE dream

1. dream
2. 슬픔 그 후 -another take

MINI ALBUM A placid steam

1. SPEED
2. River
3. FLY
4. 익숙해
5. dream

### 참여한 음반
질러라 대한민국
- KOREA POWER

토이워즈 COMPILATION VOL 1 ~MEMORY~
- FLY

### 미발표곡
- cloudy 등